# فرانکی منینگ
فرانکی منینگ (۲۶ مه ۱۹۱۴–۲۷ آوریل ۲۰۰۹) که رقصنده، مربی و طراح رقص آمریکایی بود. منینگ به عنوان یکی از پدران و بنیانگذاران رقص لیندی هاپ شناخته شده است.
در ۲۶ مه ۲۰۱۶، موتور جستجوی گوگل ۱۰۲مین سالگرد تولد او را با تغییر لوگوی گوگل دودل صفحهٔ اصلی خود گرامی داشت.